# سیبس
سبس از تبس (یونانی: Κέβης Θηβαῖος ؛۳۵۰ قبل از میلاد) فیلسوف یونان باستان از تبای بود که از او به عنوان شاگرد سقراط یاد می‌شود. اثری به نام پیناکس یا تابولا به سیبس نسبت داده می‌شود. این اثر توسط مؤلفی ناشناس جمع‌آوری شده‌است.

## زندگی

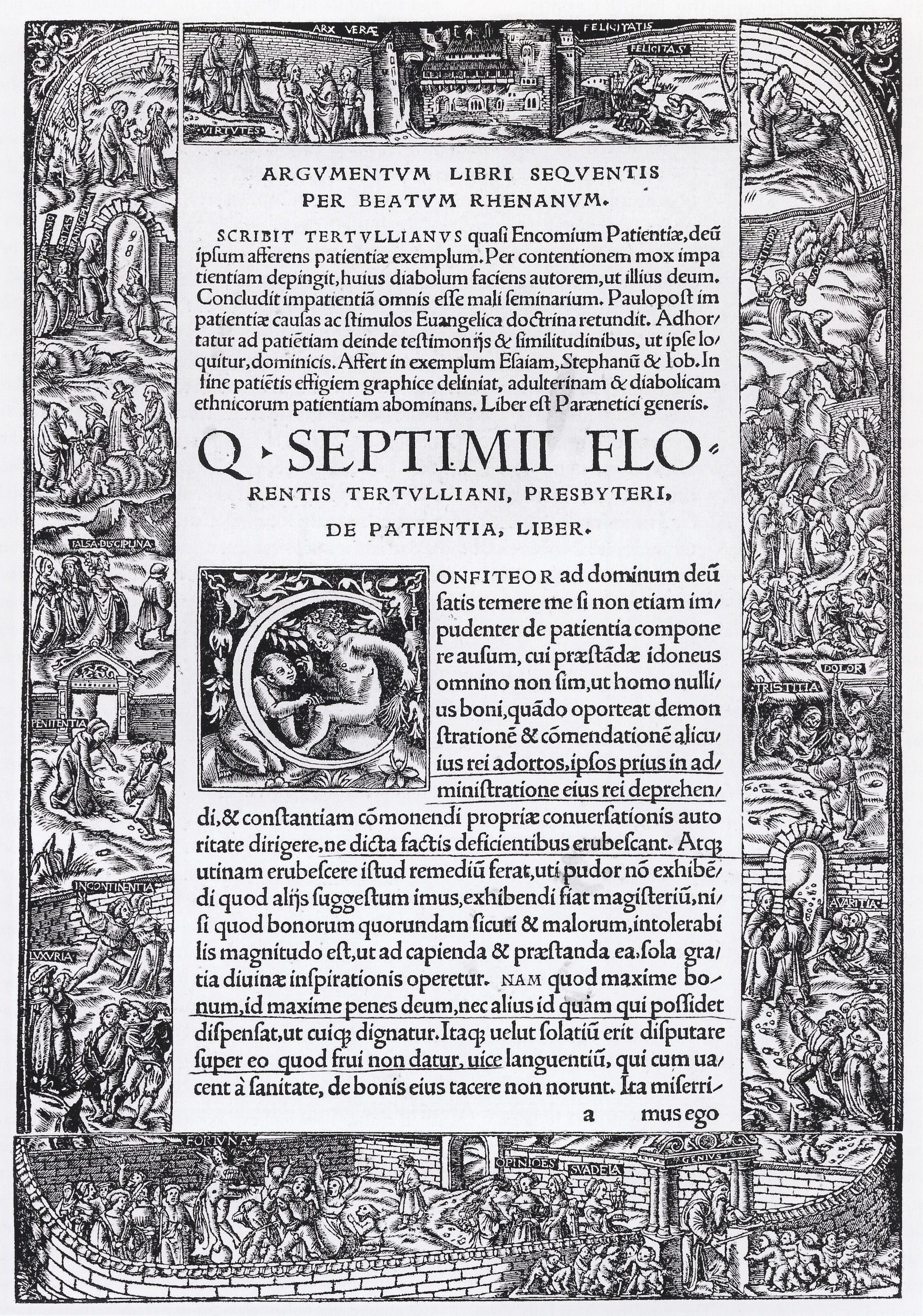
بخشی از لوح سیبس (تابولا)

سبس از شاگردان سقراط و فیلولائوس و هم‌پیمانه سیمیاس بود. او یکی از شرکت کنندگان فایدون افلاطون بود. گزنفون معتقد است که سیبس از اعضای حلقه نزدیک سقراط بوده‌است.

## لوح سیبس
لوح سیبس یا تابولا، توسط یک نویسنده مستعار در قرن یک یا دو پیش از میلاد جمع‌آوری شده‌است. این اثر به زندگی انسان با نگاهی فلسفی و خطرهای راه زندگی به شکل نمادین می‌پردازد.